# Sepulcre de la família Majó
El Sepulcre de la família Majó és una obra d'Arenys de Mar (Maresme) del cementiri d'Arenys de Mar.

## Descripció
Escultura en pedra de Josep Carcassó i Font que representa una noia asseguda amb un ram de flors a les mans. Té el cap tombat i mira a terra, aquesta actitud juntament amb tot l'aire que dona el vestit, faldilles llargues amb plecs, l'hi dona un caire romàntic i reservat. És d'alçada petita i està situada darrere un grup escultòric de Venanci Vallmitjana i Barbany, el mestre de Carcassó.